# Aura (film)
Az Aura (spanyolul: El aura) 2005-ben bemutatott argentin pszicho-thriller, amelyet Fabián Bielinsky írt és rendezett, a főszerepben Ricardo Darínnal. Ez Bielinsky második és egyben utolsó nagyjátékfilmje 2006-ban bekövetkezett halála előtt.
Általánosságban többnyire pozitív kritikákat kapott az értékelőktől, különösen a forgatókönyv és a hangulat miatt. A film elnyerte a legjobb filmnek járó Ezüst Kondor díjat, és a 78. Oscar-díjátadón a legjobb idegen nyelvű filmnek járó argentin jelölést.
Az epilepsziás Esteban Espinosa gyakran fantáziál a tökéletes bűncselekmény elkövetéséről. Egy patagóniai vadászat során véletlenül megöl valakit, és rájön, hogy az illető valójában bűnöző. Ez felveti egy valódi bűntény végrehajtásának lehetőségét számára.

## Cselekmény
A történet neo-noir stílusban, egyes szám első személyben meséli el Espinoza, egy csendes, cinikus állatpreparátor hallucináló utazását.
Buenos Airesben az epilepsziás állatpreparátor Esteban Espinosa aprólékos ember, aki szeret fantáziálni a tökéletes rablásról. Szerinte a rendőrök túl ostobák ahhoz, hogy rájöjjenek, ha jól van kivitelezve, és a rablók túl ostobák ahhoz, hogy helyesen hajtsák végre; ő maga viszont fotografikus memóriájára és stratégiai tervezési képességeire támaszkodva képes lenne rá.
Amikor a felesége elhagyja, elfogadja barátja, Sontag meghívását egy patagóniai erdei vadászatra. Bérelnek egy faházat, amely Diana Dietrich és férje, Carlos Dietrich tulajdona, de hamarosan összevesznek, és Sontag visszatér Buenos Airesbe. Esteban egyedül marad, és szarvasvadászat közben véletlenül megöli Dietrichet egy fészer közelében. Esteban kinyitja a fészert, és egy páncélozott teherautó kirablásának tervét találja benne. Amikor visszatér a faházba, összeakad a bűnözőkkel, Sosával és Monteróval, akik Dietrichet keresik. Estebannak lehetősége nyílik arra, hogy véghez vigye a tökéletes bűntényt, amiről mindig is álmodott.
A morbid kíváncsiságtól, majd az események kérlelhetetlen folyamától hajtva az állatpreparátor látja magát belevetni a fantáziájába, darabról darabra kiegészítve az őt menthetetlenül körülvevő kirakós játékot. Mindezt úgy teszi, hogy közben küzd a legnagyobb gyengeségével, az epilepsziával.  Minden rohama előtt meglátogatja az „aura”: a zavarodottság és a megvilágosodás paradox pillanata, ahol a múlt és a jövő összeolvadni látszik.

## Szereplők
(Szereposztás mellett a magyar hangok feltüntetve)
- Ricardo Darín – Esteban Espinosa, a preparáló – Kőszegi Ákos
- Dolores Fonzi – Diana Dietrich – Nemes Takách Kata
- Pablo Cedrón – Sosa – Rosta Sándor
- Nahuel Pérez Biscayart – Julio – Molnár Levente
- Jorge D'Elía – Urien – Kristóf Tibor
- Alejandro Awada – Sontag – Borbiczki Ferenc
- Rafael Castejón – Vega –
- Manuel Rodal – Carlos Dietrich –
- Walter Reyno – Montero – Végvári Tamás

## Forgalmazás
A filmet 2005. szeptember 15-én mutatták be Argentínában. Ugyanebben a hónapban, 2005. szeptember 30-án bemutatták a Rio de Janeiro-i Nemzetközi Filmfesztiválon.
A filmet számos filmfesztiválon vetítették, többek között a Sundance Filmfesztivál – Amerikai Egyesült Államok, Toulouse Latin-Amerika Filmfesztivál – Franciaország, Alba Regia Nemzetközi Filmfesztivál – Magyarország, Transilvania Nemzetközi Filmfesztivál – Románia, Film by the Sea Filmfesztivál – Hollandia és a Helsinki Nemzetközi Filmfesztivál – Finnország mutatta be.

## Fordítás
- Ez a szócikk részben vagy egészben  a   The Aura (film) című angol Wikipédia-szócikk fordításán alapul.  Az eredeti cikk szerkesztőit annak laptörténete sorolja fel. Ez a jelzés csupán a megfogalmazás eredetét és a szerzői jogokat jelzi, nem szolgál a cikkben szereplő információk forrásmegjelöléseként.